# 解放奧斯威辛集中營

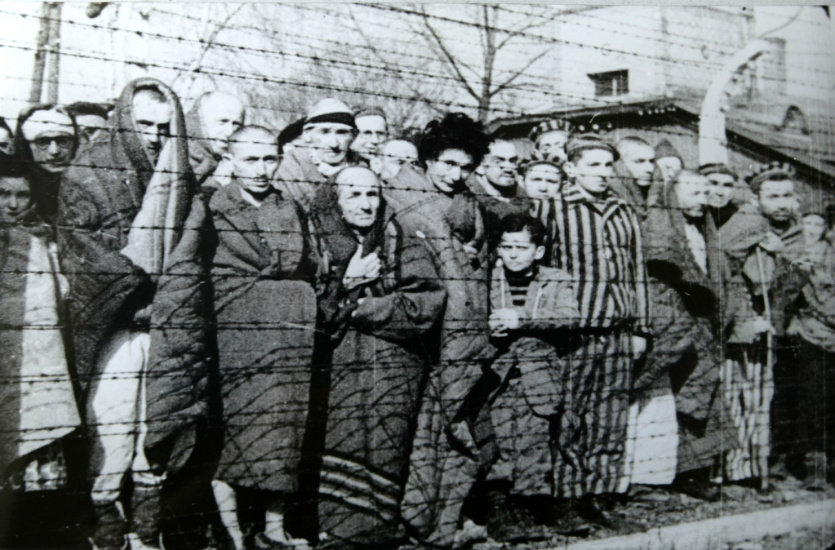
1945年，奧斯威辛集中營的囚犯重新獲釋。

1945年1月27日，蘇聯紅軍在維斯瓦河-奧德河攻勢中解放了德佔波蘭的奧斯威辛集中營。該集中營不僅作為納粹集中營，甚至作為種族滅絕營，超過百萬人在此慘遭殺害，淪為納粹「最終解決方案」（針對猶太人問題的滅絕計畫）下的犧牲品。儘管大部分囚犯已被迫踏上死亡行軍，仍有約7,000人倖存於營內。聯合國與歐盟後來將集中營解放日定為國際大屠殺紀念日。

## 背景
1940年至1945年间，约有130万人 （主要為猶太人）被纳粹德国政府驱逐到奥斯威辛集中营；其中約有110万人被杀害。1944年8月，整个集中营仍有超过13.5万名囚犯。1945年1月，苏联红军发动了维斯瓦河-奥德河攻势并逼近该集中营后，近6萬名囚犯被迫向西徒步死亡行军。囚犯主要被押往希隆斯克地區沃濟斯瓦夫，另一部分則被押往格利維采，其透過大屠殺列車，將囚犯运往德国的集中营。然而，解放奥斯威辛集中营非苏联红军的主要目标，而是解放波蘭的一部分進程。苏联红军在1944年上半年至年中解放了波罗的海地区的集中营，其他集中营则接連被解放，直至1945年5月德国投降和二戰欧洲战場结束。

## 解放集中营

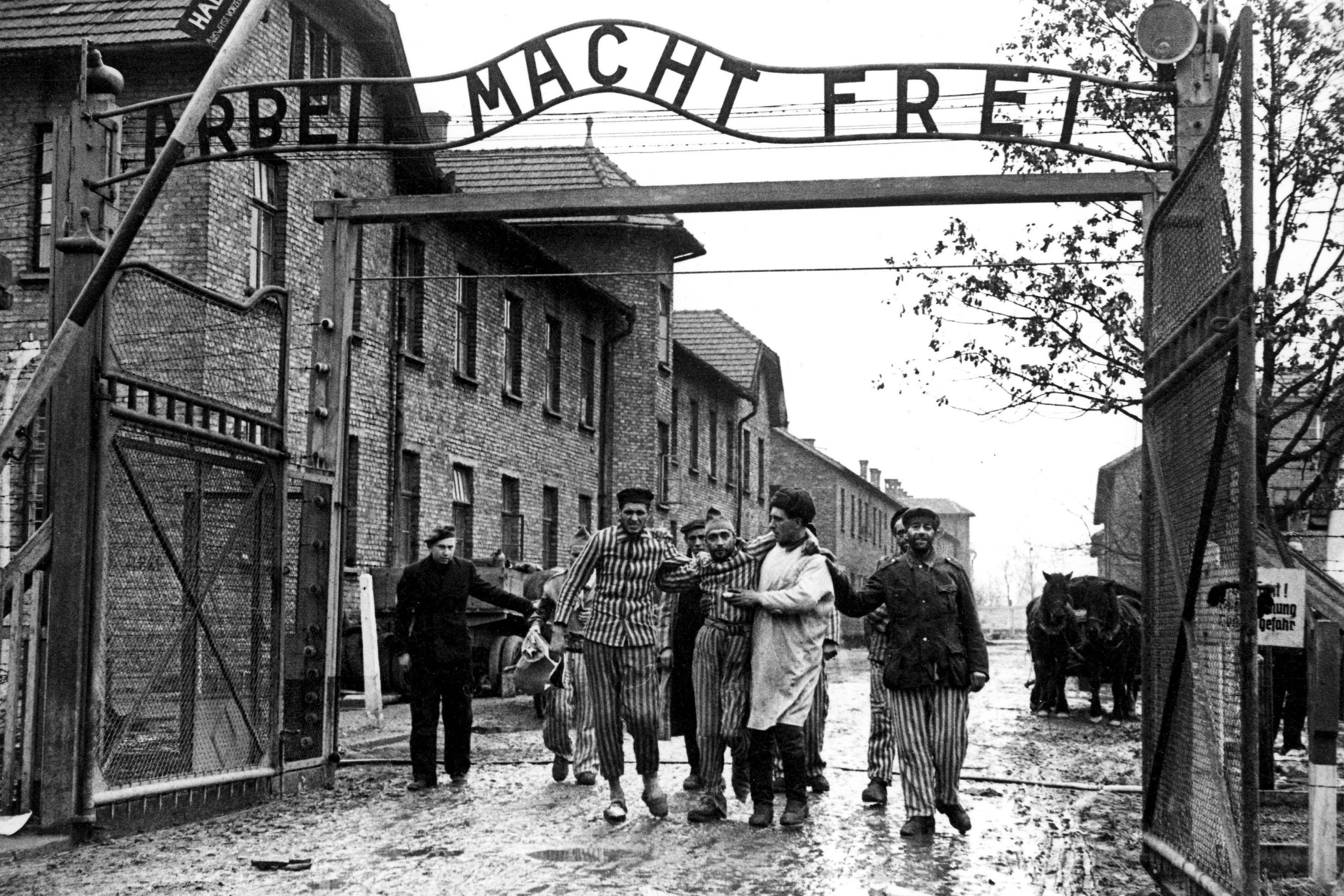
苏军解放奥斯威辛集中营

1945年1月27日下午3时，苏联红军第322步兵师抵达奥斯威辛集中营。 在解放莫诺维茨（Monowit）集中营、比克瑙（Birkenau）、奥斯威辛1号营地及奥斯威辛和布热津卡鎮的战斗中，共231名红军陣亡。對於多數倖存者，解放並非一個明確的事件。其在被迫離開奧斯威辛集中營徒步死亡行軍後，才發現黨衛軍骷髏總隊早已撤離。
苏联红军抵达后，发现营内约有7000人幸存，其中多数因遭受监禁折磨而身患重病。据美国大屠杀纪念馆记载，幸存者多為中年人或15岁以下的儿童。另外发现了600具尸体、37萬件男装、83.7萬件女装，以及重約7吨的头发。1945年1月27日，苏联第60军（乌克兰第1方面军）解放莫诺维茨集中营，其中約有800人獲救。
苏联士兵在战场上经历过无数杀戮，但当他们目睹纳粹在奥斯威辛集中营犯下的暴行时，仍感震惊。苏联第107步兵师师长瓦西里·彼得连科将军（Vasily Petrenko）曾表示「我每天都目睹着士兵死去，但纳粹对那些形如骷髅的囚犯所表现出的深仇大恨仍然让我震惊。我曾在各种宣传单上读到过纳粹虐待犹太人的行径，但从未听说过他们如此残忍地迫害妇女、儿童和老人。直到我来到奥斯威辛，我才理解犹太人所遭受的痛苦。」蘇聯報紙，如《真理報》文中，關於解放的相關報導在蘇聯的宣傳下，並未提及猶太人。
苏联紅軍抵达后立即与波兰红十字会合作，为营地幸存者提供医疗救助和食物援助。苏联红军医院接纳了約4500名幸存者进行治疗，也开展了对集中营的记录工作。1945年6月，仍有300名因身体虚弱无法转移的幸存者留在营地內。

## 紀念日

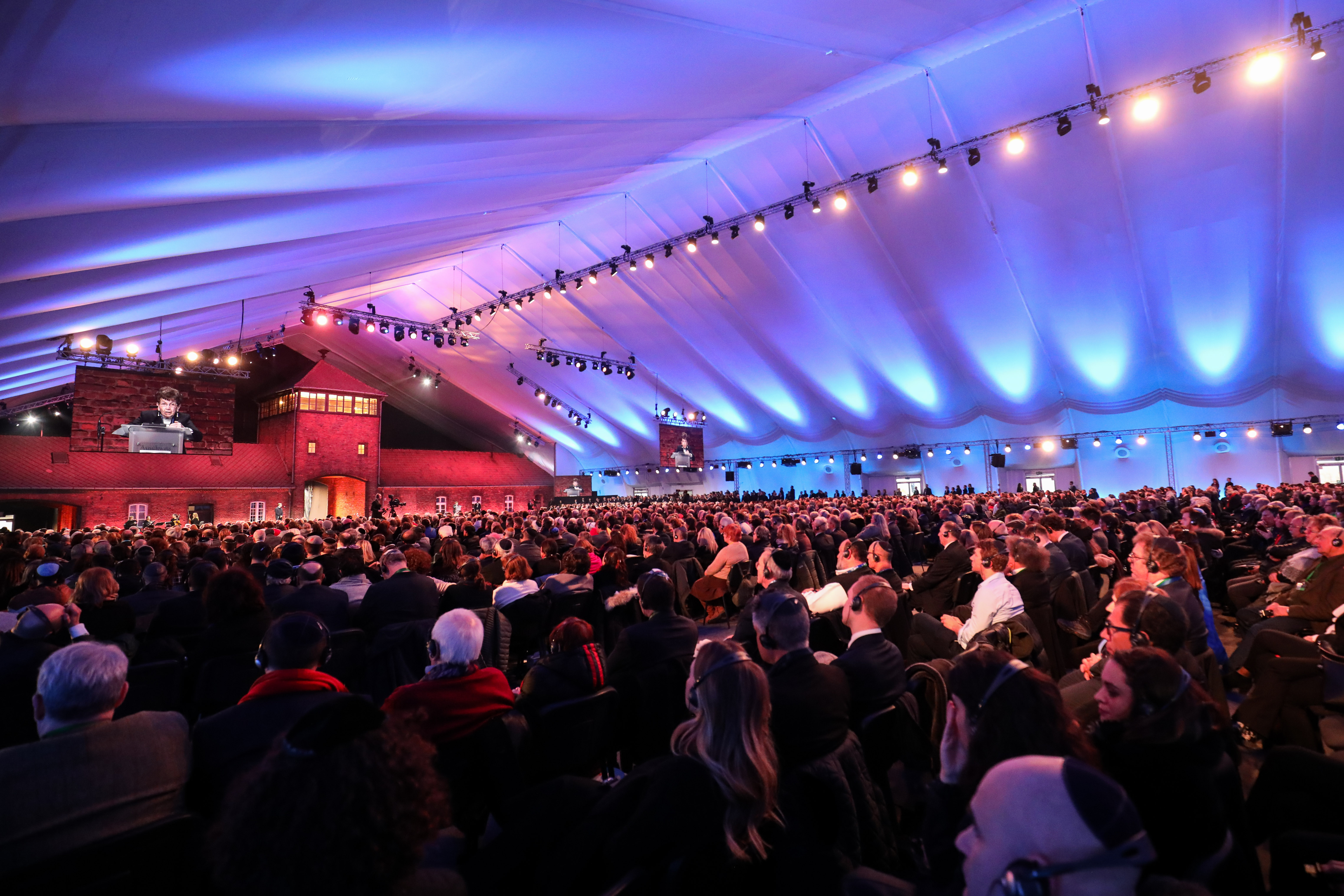
2020年1月27日，200多名奧斯威辛集中營和納粹大屠殺倖存者聚集在奧斯威辛二號-比克瑙集中營的死亡之門前，紀念解放75週年。

聯合國和歐盟將集中營解放紀念日定為國際大屠殺紀念日。2020年，在解放75週年之際，由以色列總統魯文·里夫林在以色列舉辦了世界領袖論壇——世界大屠殺論壇（World Holocaust Forum）。出席者包括美國眾議院議長南希·佩洛西、俄羅斯總統弗拉基米爾·普京、英国威尔士亲王查爾斯、德國總統弗蘭克-瓦爾特·施泰因邁爾和烏克蘭總統弗拉基米爾·澤倫斯基。